# Munida arabica
Munida arabica is een tienpotigensoort uit de familie van de Munididae. De wetenschappelijke naam van de soort is voor het eerst geldig gepubliceerd in 1992 door Tirmizi & Javed.